# グランド・ワズー
『グランド・ワズー』（原題：The Grand Wazoo）は、フランク・ザッパ率いるマザーズ・オブ・インヴェンションが1972年に発表したスタジオ・アルバム。

## 背景
ザッパのソロ名義で発表された『ワカ/ジャワカ』（1972年）と同様、ザッパがコンサート中の負傷後の療養期間に制作したアルバムで、音楽的にも『ワカ/ジャワカ』のジャズ・ロック路線を引き継いでいる。「フォー・カルヴィン」は、後にアルバム『スタジオ・タン』（1978年）に収録される組曲「The Adventures of Greggery Peccary」のうち「The New Brown Clouds」と呼ばれるパートを流用した曲で、歌詞の内容は、ザッパのアルバムのジャケットを多数描いてきたカル・シェンケルの実体験が元になっている。
ザッパは本作リリース前の1972年9月よりライヴ活動を再開し、当時のライヴでは「The Adventures of Greggery Peccary」や本作のタイトル曲も演奏されて、9月24日のボストン公演の録音は、後にライヴ・アルバム『Wazoo』（2007年）として発表された。また、同年10月から12月には「プチ・ワズー」と呼ばれる10人編成のバンドでツアーを行った。
オリジナルLPは「フォー・カルヴィン」が1曲目に収録されていたが、リマスターCDは曲順が変更され、タイトル曲が1曲目となった。

## 反響・評価
セールス的には大きな成功を収められず、母国アメリカではチャート入りを逃す結果となった。
スティーヴ・ヒューイはオールミュージックにおいて5点満点中4.5点を付け「ザッパのジャズ・ロック/フュージョン路線の最高傑作は『ホット・ラッツ』だが、『グランド・ワズー』もそれに迫る作品であり、ザッパのインストゥルメンタル作品に興味のある人には必携である」と評している。また、D. J. Considineは1995年7月9日付のThe Baltimore Sun紙において、ザッパの代表作の一つとして本作を挙げ「大部分がインストゥルメンタルのセッションで、ロサンゼルスのジャズ・ミュージシャン多数と、ザッパのキャリアの中でも特に洒落たホーン・セクションの作曲がフィーチャーされている」と評している。

## 収録曲
全曲ともフランク・ザッパ作。

### LP

#### サイド1
1. For Calvin (And His Next Two Hitch-Hikers)
2. The Grand Wazoo

#### サイド2
1. Cletus Awreetus-Awrightus
2. Eat That Question
3. Blessed Relief

### リマスターCD
1. グランド・ワズー (The Grand Wazoo) - 13:20
2. フォー・カルヴィン (For Calvin (And His Next Two Hitch-Hikers)) - 6:06
3. クリータス・オウリータス・オウライタス (Cletus Awreetus-Awrightus) - 2:57
4. イート・ザット・クエスチョン (Eat That Question) - 6:42
5. ブレスト・リリーフ (Blessed Relief) - 8:00

## 参加ミュージシャン
- フランク・ザッパ - ギター、パーカッション、ボーカル
- トニー・デュラン - スライドギター、リズムギター
- Erroneous - ベース
- エインズレー・ダンバー - ドラムス、パーカッション
- アラン・エステス - パーカッション
- ボブ・ジミッティ - パーカッション
- ジョージ・デューク - キーボード、ボーカル
- ドン・プレストン - ミニ・モーグ
- リー・クレメント - ゴング
- サル・マルケス - ブラス、ボーカル
- アーニー・タック - ブラス
- マルコム・マクナブ - ブラス
- ビル・バイヤーズ - トロンボーン
- ケン・シュロイヤー - トロンボーン
- アーニー・ワッツ - サクソフォーン
- マイク・アルトシュル - 木管楽器
- トニー・オルテガ - 木管楽器
- アール・ダーマー - 木管楽器
- フレッド・ジャクソン - 木管楽器
- ジョアン・マクナブ - 木管楽器
- ジョエル・ペスキン - 木管楽器
- ジョニー・ロテラ - 木管楽器
- ジャネット・ネヴィル＝ファーガソン - ボーカル
- チャンキー（ローレン・ウッド） - ボーカル